# Stamps (Arkansas)
Stamps ist eine Stadt im Lafayette County des US-amerikanischen Bundesstaates Arkansas. 2010 lebten in der Stadt etwa 1700 Menschen.
Stamps ist Teil der sozioökonomischen Region Ark-La-Tex, die zwischen den Bundesstaaten Arkansas, Louisiana, Oklahoma und Texas entstanden ist.

## Geschichte
Die Stadt diente lange Zeit als Zwischenstopp der St. Louis & Southwestern Railway, deren Trasse 1882 durch die Stadt geschlagen wurde. 1887 wurde das erste Postamt eröffnet. Im gleichen Jahr wurde die Stadt offiziell in das County und den Bundesstaat eingemeindet. Wie viele Städte dieser Region verdankt auch Stamps seinen ersten wirtschaftlichen Aufschwung der Bauholzindustrie. Für einige Zeit hatte die Stadt damals das größte Sägewerk im Süden Arkansas’. Eine der größten Firmen dieses Gewerbes in der Stadt war damals die Bodcaw Lumber Company, die von 1889 bis 1931 in der Stadt wirkte. Klein angefangen, wurde das Unternehmen bald zu einem der drei großen und fügte zwei weitere Sägewerke in Stamps hinzu. Sie gehörte William Buchanan, dem damals größten Hersteller von Gelbfichtenholz weltweit. Darüber hinaus wurde zu der Zeit auf drei Feldern des Ortes Öl gewonnen.
Mit dem Wachstum der holzverarbeitenden Firmen wuchs auch die Stadt und ihre Anbindung an andere Städte. So wurde fertiges Bauholz von Stamps aus in fast alle Bundesstaaten der Vereinigten Staaten transportiert. Den vorläufigen Höchststand erreichte die lokale Industrie im Ersten Weltkrieg, als vor allem für den Schiffsbau viel Holz benötigt wurde. Diese hohe Nachfrage führte zur vollständigen Abholzung der weitläufigen Baumbestände der Region. Als diese erschöpft waren, schlossen die Unternehmen ihre Werke und zogen in den 1920er und 1930er Jahren in andere Regionen.

## Demographie
Bei der Volkszählung 2000 2131 Einwohner gezählt, die sich auf 830 Haushalte und 541 Familien verteilten. Die Bevölkerungsdichte entsprach 268 Menschen pro Quadratkilometer. 54,5 % der Bevölkerung waren Schwarze, 44,3 % Weiße, 0,6 % Hispanics oder Lateinamerikaner, 0,5 % Indianer, 0,1 % Asiaten und weniger als 0,1 % Pazifische Insulaner. 0,6 % der Bevölkerung hatten zwei oder mehr Ethinzitäten. Das Durchschnittsalter lag bei 37 Jahren, das Pro-Kopf-Einkommen betrug mehr als 11.400 US-Dollar, womit mehr als ein Viertel der Bevölkerung unterhalb der Armutsgrenze lebte.
Bis zur Volkszählung 2010 sank die Einwohnerzahl auf 1693.

## Persönlichkeiten
Maya Angelou, Schriftstellerin und national bedeutsame Menschenrechtlerin, verbrachte einen Großteil ihrer Kindheit in Stamps.